# Cinda Williams Chima
Cinda Williams Chima (Springfield, 1952) é um escritora best-seller do The New York Times, mais conhecida pela série Os Sete Reinos.

## Biografia
Cinda Williams nasceu em Springfield, Ohio, em 1952. Ela começou a escrever na escola, antes de parar para se concentrar na faculdade. Ela tem um irmã gêmea, Linda. Ela se formou na Universidade de Akron , em 1975, com graduação em Filosofia, e em 1981 fez Nutrição. Ela recebeu seu grau de mestre em Nutrição pela Universidade Case Western Reserve, em 1984. Escritora freelance, ela já publicou mais de cem resenhas, artigos e ensaios nas mídias local e nacional. Vive em Ohio com o marido e dois filhos.
Ela não ia bem na escola quando era criança, até descobrir o poder dos livros. Entre seus primeiros escritores que a influenciaram estão: Beverly Cleary, David Eddings e Tamora Pierce.
Ela terminou de escrever seu primeiro livro em 2001, mas levou quatro anos para encontrar uma editora. The Warrior Heir foi publicado em 2006. Desde então, ela escreveu aproximadamente um livro por ano.

## Obras

### The Heir Chronicles
- The Warrior Heir (2006) O Herdeiro Guerreiro (2008)
- The Wizard Heir (2007) O Herdeiro Mago (2009)
- The Dragon Heir (2008) O Herdeiro Dragão (2010)
- The Enchanter Heir (2013) O Herdeiro Encantador (2014)
- The Sorcerer Heir (2014)

No Brasil pela editora Farol Literário.

### Série Os Sete Reinos
- The Demon King (2009) O Rei Demônio (2014)
- The Exiled Queen (2010) A Rainha Exilada (2014)
- The Gray Wolf Throne (2011) O Trono do Lobo Gris (2015)
- The Crimson Crown (2012) A Coroa Escarlate (2016)

No Brasil pela editora Suma de Letras.

#### SérieSpin-offde "Os Sete Reinos" (The Shattered Realms)
- Flamecaster (2016)
- Shadowcaster (2017)
- Stormcaster (2018)
- Deathcaster (2019)